# Guillermo Maidana
Guillermo Maidana, vollständiger Name Guillermo Maidana Revetria, (* 18. Januar 1988 in Montevideo) ist ein uruguayischer Fußballspieler.

## Karriere
Der 1,75 Meter große Offensivakteur Maidana gehörte zu Beginn seiner Karriere in der Apertura 2008 und der Clausura 2009 dem Kader des Erstligisten Danubio FC an. Mitte Juli 2009 wurde er bis Jahresende an den Ligakonkurrenten Centro Atlético Fénix ausgeliehen. Dort bestritt er sieben Partien in der Primera División und schoss ein Tor. Nach kurzer Rückkehr zu Danubio folgte noch im Januar 2010 ein weiterer Leihtransfer. Sein Arbeitgeber war nunmehr bis Ende Juni 2011 der Club Atlético Rentistas. Anschließend spielte er bis Ende April 2012 wieder bei Danubio. Die Montevideaner verließ er sodann und schloss sich bis Anfang August desselben Jahres dem Antigua GFC an. Zur Apertura 2013 band er sich erneut an Rentistas. In der Saison 2013/14 lief er in 26 Erstligaspielen auf und erzielte sechs Treffer. In der Apertura 2014 wurde er zehnmal (vier Tore) in der höchsten uruguayischen Spielklasse und zweimal (kein Tor) in der Copa Sudamericana 2014 eingesetzt. Mitte Januar 2015 wechselte er auf Leihbasis nach Peru zu Deportivo Municipal. Dort kam er zwar in der Primera División nicht zum Einsatz, lief aber achtmal in der Copa Inca auf und schoss ein Tor. Anschließend kehrte er Anfang Juli 2015 zu Rentistas zurück. In der Spielzeit 2015/16 absolvierte er 15 Erstligaspiele (kein Tor) und stieg mit dem Klub in die Zweitklassigkeit ab. Im Juli 2016 wurde er an den Zweitligakonkurrenten Club Atlético Progreso ausgeliehen. In der Saison 2016 traf er dort einmal bei neun Ligaeinsätzen. Anfang Januar 2017 kehrte er zu Rentistas zurück.